# Delta—South Richmond
Pour les articles homonymes, voir Delta (homonymie) et Richmond.
Delta—South Richmond est une ancienne circonscription électorale fédérale de la Colombie-Britannique, représentée de 1997 à 2004.
La circonscription de Delta—South Richmond est créée en 1996 d'une partie de Delta. Abolie en 2003, elle est redistribuée parmi Delta—Richmond-Est, Newton—Delta-Nord et Richmond

## Géographie
En 1996, la circonscription de Delta—South Richmond comprenait:
- La municipalité de district de Delta
- La réserve amérindienne de Mesqueam et de Tsawwassen
- Une partie de la ville de Vancouver et de la ville de Richmond, délimitée par le chemin Williams, le chemin no3, la route Stevenson et l'autoroute Fraser-Delta

## Député
1. 1997-2004 — John M. Cummins PR/AC & PCC

- AC = Alliance canadienne
- PCC = Parti conservateur du Canada
- PR = Parti réformiste du Canada